# Pellafol
Pellafol là một xã thuộc tỉnh Isère trong vùng Rhône-Alpes đông nam nước Pháp. Xã này nằm ở khu vực có độ cao trung bình 934 mét trên mực nước biển. Theo điều tra dân số năm 1999 của INSEE có dân số là 137 người.
Thị trấn Pellafol có cự ly 7 km về phía nam của Dauphiné và Dévoluy.

## Đô thị giáp ranh
Corps, Cordéac, Ambel, Beaufin, Saint-Étienne-en-Dévoluy.

## Dân số
| 1882                                       | 1926 | 1962 | 1968 | 1975 | 1982 | 1990 | 1999 |
| ?                                          | ?    | 283  | 245  | 200  | 152  | 149  | 137  |
| ------------------------------------------ | ---- | ---- | ---- | ---- | ---- | ---- | ---- |
|                                            |      |      |      |      |      |      |      |
| Số liệu từ năm 1990: Dân số không tính đúp |      |      |      |      |      |      |      |